# Ipsos
Ipsos (en llatí Ipsus, en grec antic Ἴψους o Ἴψος) va ser una ciutat de Frígia propera a Sínnada.
Era un poblet petit, sense res d'especial, però famós perquè a la planúria que ocupava es va lliurar la gran batalla d'Ipsos l'any 301 aC, on Antígon el borni i el seu fill Demetri Poliorcetes van ser derrotats per les forces combinades de Cassandre, Lisímac de Tràcia, Ptolemeu I Sòter i Seleuc I Nicàtor, i en la qual Antígon va morir i va perdre les seves possessions asiàtiques, segons diu Plutarc.
Segons Hièrocles, als segles vii i viii era la seu d'un bisbe cristià.
La seva ubicació exacta es desconeix, però es creu que podria estar a Afyonkara Hisar, al sud-est de Bolvadin amb Çay o bé es pensa que Çay es troba just al mateix lloc